# Bolitoglossa copia
Espèce
Statut de conservation UICN

 DD  : Données insuffisantes
Bolitoglossa copia est une espèce d'urodèles de la famille des Plethodontidae.

## Répartition
Cette espèce est endémique de la province de Coclé au Panama. Elle n'est connue que par un unique spécimen collecté dans le parc national General de División Omar Torrijos Herrera, à environ 1 315 m d'altitude dans la cordillère Centrale.

## Description
L'holotype et unique spécimen connu de Bolitoglossa copia est un mâle adulte qui mesure 164,7 mm dont 81,5 mm pour le corps et 83,2 mm pour la queue.

## Étymologie
Son nom d'espèce, de l'espagnol copia, « copie », lui a été donné en référence à sa grande ressemblance avec de nombreuses autres espèces avec lesquelles elle peut être confondue. Mais c'est également une référence à la ville d'El Copé très proche du lieu de la découverte et, finalement, un hommage indirect à Edward Drinker Cope qui a décrit la première espèce similaire, Bolitoglossa robusta.

## Publication originale
- Wake, Hanken & Ibáñez, 2005 : A new species of big black Bolitoglossa (Amphibia: Caudata) from central Panamá. Copeia, vol. 2005, no 2, p. 223-226 (texte intégral).